# Lemyethna
Lemyethna är en kommun i Myanmar.   Den ligger i regionen Ayeyarwady, i den södra delen av landet, 270 km söder om huvudstaden Naypyidaw. Antalet invånare är 107 588.